# Eusarsiella paniculata
Eusarsiella paniculata är en kräftdjursart som beskrevs av Louis S. Kornicker 1986. Eusarsiella paniculata ingår i släktet Eusarsiella och familjen Sarsiellidae. Inga underarter finns listade i Catalogue of Life.